# Прекрасный утёнок
«Прекрасный утёнок» (кит. трад. 養鴨人家, упр. 养鸭人家, пиньинь yǎngyā rénjiā, англ. Beautiful Duckling) — фильм 1965 года в жанре реалистической мелодрамы тайваньского режиссёра Ли Сина, снятый на киностудии Central Motion Picture Corporation.

## Сюжет
Сюжет закручивается вокруг девушки Сяоюэ — сироты, мать которой умерла при родах, а отец был сослан японскими интервентами в Хайнань, где и умер. Не знающей о своем происхождении, Сяоюэ ещё в раннем детстве заменил родного отца сосед её семьи вдовец Линь.
Фильм открывается тем, что Линь и Сяоюэ вместе ухаживают за утятами — генетическими гибридами, выданными им правительственным институтом в рамках эксперимента по улучшению породы с условием тщательного ведения записей и обещанием оставить им выводок во владение в случае успеха. Несмотря на вражду соседей, не понимающих, как наука и ведение записей могут что-то улучшить в столетиями развивавшемся хозяйстве, отец и дочь гордятся свои несущим новизну хозяйством.
Идиллию нарушает единокровный брат девушки Чжаофу, шантажирующий её приемного отца, желая или получить от него откуп, или забрать Сяоюэ петь в своей труппе китайской оперы (гэцзайси). Пытаясь достать средства, Линь продает весь свой выводок (сохранив утиные яйца), однако это помогает не надолго — случайно узнавшая от претендовавшего на её внимание соседского сына, что отец ей не родной, Сяоюэ чувствует себя преданной и сбегает к родне. Старый фермер жертвует своей привязанностью, не желая идти против её воссоединения с настоящей семьёй.
Однако вскоре девушка перерастает свою наивность и постигает противоположность между любовью неродного, но близкого человека и корыстолюбием эксплуатирующего семейные связи кровного родственника и его жены. В слезах, Сяоюэ падает к ногам Линя, восклицая опять и опять «Я твоя дочь».
К главным героям присоединяется сын Линя, ушедший с фабрики ради поддержки семьи, все трое уходят вдаль, держась за руки и планируя будущее своей маленькой фермы.

## В ролях
- Тан Баоюнь[кит.] — Сяоюэ
- Кэ Сянтин[кит.] — фермер Линь, приёмный отец Сяоюэ
- Чан Вэньвэнь
- Чэнь Кочунь
- Цзян Мин

## Съёмочная группа
- Производство — Central Motion Picture Corporation[кит.]
- Продюсеры — Шэнь Цзяньхун, Гун Хун
- Режиссёр — Ли Син
- Сценарист — Чжан Юнсян
- Оператор — Лай Чэнъин
- Композитор — Ло Миндао

## Художественные особенности
Вместе с чуть более ранним фильмом того же режиссёра и кинокомпании Oyster Girl, «Прекрасный утёнок» является классикой жанра так называемого «здорового реализма» (jiankang xieshi zhuyi) — жанра, введённого на возрождённой после пожара государственной кинокомпании Central Motion Picture Corporation её новым директором Генри Гун Хуном в стремлении уйти как от «мрачного реализма» более ранних режиссёров, так и от откровенной государственной агитации.
Представляя свой жанр, «Прекрасный утёнок» сочетает мягкую пропаганду честного производительного труда с применением новаторских методов ведения хозяйства (в целом и популярного на Тайване утиного фермерства в частности) с использованием китайской эстетики и прославлением традиционных конфуцианских и общечеловеческих ценностей — почитания родителей, верности и дружбы.

## Номинации и награды
Призы 3-го тайбэйского кинофестиваля Golden Horse в категориях
- Лучший фильм (режиссёр Ли Син)
- Лучшая режиссура
- Лучшая операторская работа — Лай Чэнъин
- Лучшая мужская роль первого плана — Кэ Сянтин[4][5]

Призы 12-го Азиатско-тихоокеанского кинофестиваля в категориях
- Лучший сценарий
- Лучшая работа художника-постановщика
- Лучшая мужская роль второго плана[6]